# 菲尔·安德森
菲尔·安德森（英語：Phil Anderson，1958年3月20日—），澳大利亚男子自行车运动员。他曾代表澳大利亚参加1978年英联邦运动会自行车比赛，获得男子公路赛和男子团体计时赛金牌。